# Mőcsény
Mőcsény là một thị trấn thuộc hạt Tolna, Hungary. Thị trấn này có diện tích 12,15 km², dân số năm 2010 là 345 người, mật độ 28 người/km².